# 沃邦 (上马恩省)
沃邦（法語：Vauxbons，法語發音：[vobɔ̃]）是法国上马恩省的一个市镇，属于朗格勒区。

## 地理
沃邦（47°53'0"N, 5°9'20"E）面积12.48 平方千米，位于法国大東部大區上马恩省，该省份为法国东北部内陆省份，北起马恩省和默兹省，西接奥布省，西南接科多尔省，东南接上索恩省，东临孚日省。
与沃邦接壤的市镇（或旧市镇、城区）包括：奥尔芒塞、罗什塔耶、欧容河畔圣卢、泰尔纳、瓦西讷。

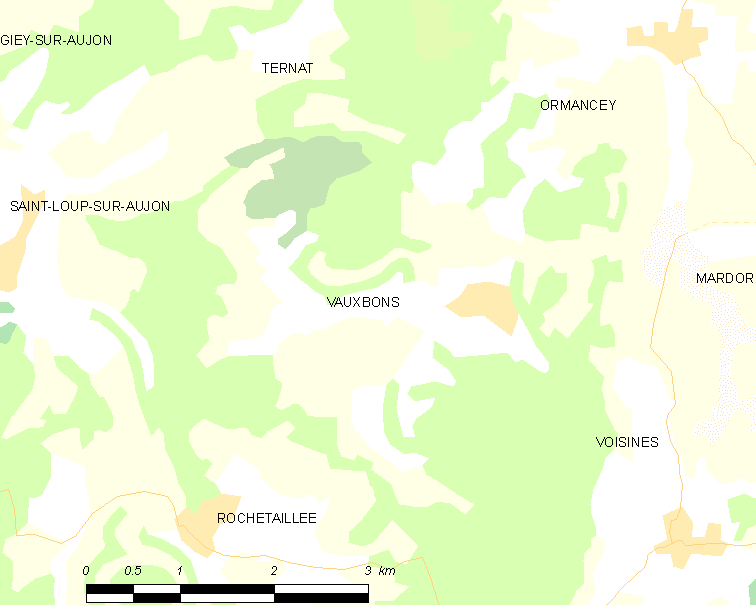
的OSM定位图

沃邦的时区为UTC+01:00、UTC+02:00（夏令时）。

## 行政
沃邦的邮政编码为52200，INSEE市镇编码为52507。

## 政治
沃邦所属的省级选区为维勒居西安勒拉克县。

## 人口

1962-2008年间人口变化图示

沃邦于2022年1月1日时的人口数量为53人。